# 小川鼎三
小川 鼎三（おがわ ていぞう、1901年4月14日 - 1984年4月29日）は、日本の解剖学者・医史学者。東京大学名誉教授。日本学士院会員。元日本医史学会理事長。大分県出身。

## 人物
1901年、大分県杵築町で生まれる。三高、東京帝国大学医学部卒業。東北帝国大学助教授、東京帝国大学助教授、1944年教授。東京大学教授を62年に定年退官、名誉教授、順天堂大学教授、順天堂大学医学部医史学研究室を創設した。1934年、医学博士（東北大学）（学位論文：「水棲哺乳動物の中枢神経系に関する知見補遺 (独文)」）取得。  1951年「小細胞性赤核の機能解剖学研究」で日本学士院賞受賞。1964年『医学の歴史』で毎日出版文化賞受賞。1966年日本学士院会員。
脳比較解剖学・医学史の大家で、日本の脳解剖と医学史の発展に貢献した。特に鯨類比較解剖学の権威であり「クジラ博士」とも通称された。また雪男への強い関心を持ち、エベレストへの雪男捜索登山隊を結成するなど幅広い活動を行った。昭和59年（1984年）4月29日、順天堂医院で死去、享年83。

## 著作
- 「水棲哺乳動物の中枢神経系に関する知見補遺 (独文)」東北帝大へ提出した学位論文　1934
- 『脳幹の解剖学』創元社　1948
- 『鯨の話』中央公論社、1950年。 NCID BN1025906X。
  - 『鯨の話』中央公論社〈自然選書〉1973、文藝春秋〈文春学藝ライブラリー〉 2016
- 『脳の解剖学』南山堂、1951
- 『くじら』岩崎書店、1952、少年の観察と実験文庫
- 『人体の構造』中山書店、1952
- 『杉田玄白』国土社、1956　少年伝記文庫
- 『医学の歴史』中公新書 1964
- 『解体新書 蘭学をおこした人々』中公新書 1968
- 『佐藤泰然伝』順天堂史編纂委員会　1972
- 『前野良沢』大分県教育委員会・郷土の先覚者シリーズ　1975
- 『医学用語の起り』東京書籍 1983、東書選書 1990

### 共編著
- 『中枢神経系』児玉作左衛門共著　金原書店　1942　人体解剖図譜
- 『小組織学 第1冊 (総論)』森於菟共著　日本医書出版　1946
- 『解剖学』山田平弥共著　学術書院　1947　簡約医学叢書 
  - 『解剖学 第1・3巻』養老孟司・山田英智ほか 校訂、金原出版 1982
- 『人体解剖図譜 第5巻 (中樞神経系)』西成甫・児玉作左衛門共編　日本医書出版　1948 2版
- 森於菟・小川鼎三『小組織學 第8版』日本医書出版、1948年。 NCID BA41578581。
- 『日本人の脳』細川宏共著　金原出版　1953
- 『基礎医学最近の進歩』吉田富三共編　医歯薬出版、1956-58
- 『人体の解剖生理学』福田邦三共著　南山堂、1957、新版1982
- 『医学　お雇い外国人9』石橋長英共著、鹿島出版会、1969

### 翻訳など
- Rauber 原著 Fr.Kopsch 増補『人体解剖学』医学書院　1958
- Eduard Pernkopf 著 Helmut Ferner 編『臨床応用局所解剖図譜』石川浩一共訳　医学書院　1966
- アラン・E.ノース ライフ編集部編『からだの科学』タイムライフブックス　1974　ライフ/人間と科学シリーズ
- 『日本思想大系65　洋学　下』岩波書店　1972

酒井シヅと共校注「解体新書」、馬場佐十郎「遁花秘訣」、他に広瀬秀雄、中山茂、吉田忠が校注
- 富士川游『日本医学史綱要』校注　平凡社東洋文庫（全2巻）、1974、ワイド版2003
- レオポルト・ミュルレル『東京-医学』石橋長英・今井正共訳　ヘキストジャパン　1975
- アルバート・S.ライオンズ/R.ジョセフ・ペトルセリ『図説医学の歴史』監訳　学習研究社　1980
- 『松本順自伝・長与専斎自伝』酒井シヅ共校注、平凡社東洋文庫、1980、ワイド版2008
- マイヤー・シュタイネック/ズートホフ共著、ロベルト・ヘルリンガー/フリドルフ・クートリーン編『図説医学史』監訳 朝倉書店、1982

## 論文
- 国立情報学研究所収録論文 国立情報学研究所